# كوبا أمريكا تحت 17 سنة 2009
كوبا أمريكا تحت 17 سنة 2009 (بالإسبانية: Campeonato Sudamericano de Fútbol Sub-17 de 2009)‏ هو الموسم 14 من  كوبا أمريكا تحت 17 سنة. أقيم خلال الفترة 17 أبريل 2009 وحتى 9 مايو 2009، وأشرف على تنظيمه كونميبول، وفاز فيه منتخب البرازيل تحت 17 سنة لكرة القدم.